# Atratividade física

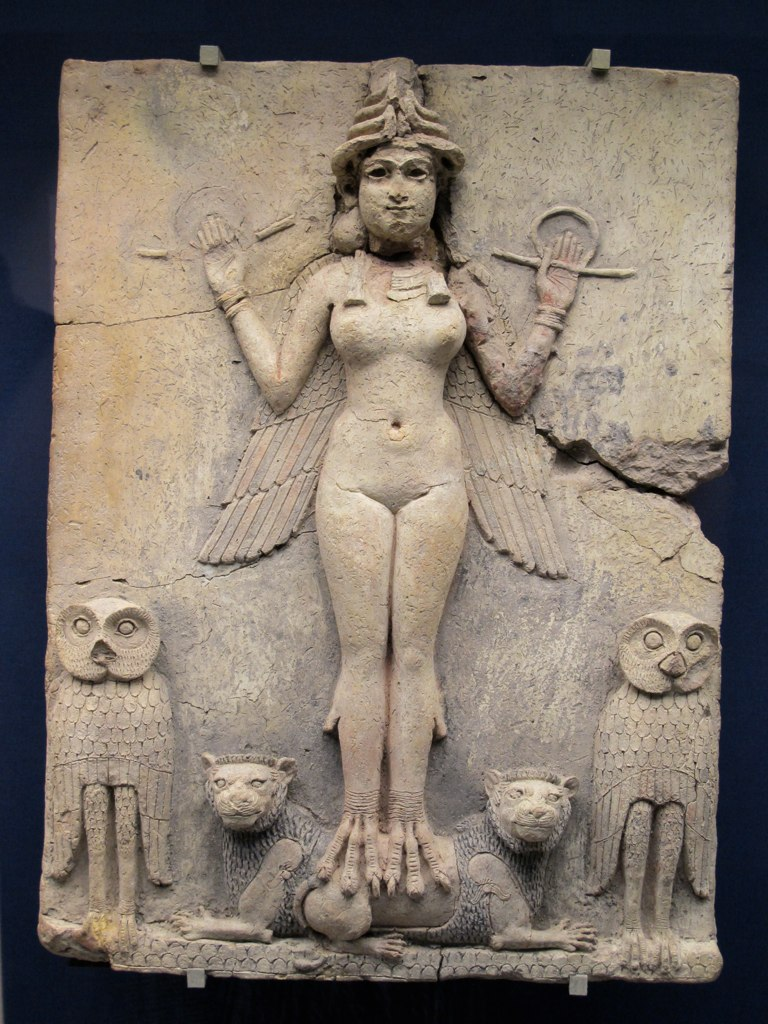
Ishtar, deusa mesopotâmica do amor sexual e da guerra. A deusa tem sido associada com a sexualidade, o amor e a fertilidade.

Atratividade física é o grau em que os traços físicos de uma pessoa são considerados esteticamente agradáveis ou bonitos. O termo, geralmente, significa atração sexual ou desejabilidade. Há muitos fatores que influenciam a atração de uma pessoa para outra, sendo os aspectos físicos um deles. A própria atração física inclui percepções universais comuns a todas as culturas humanas, bem como os aspectos que são culturalmente e socialmente dependentes, juntamente com as preferências subjetivas individuais.
Em muitos casos, os seres humanos atribuem características positivas, como inteligência e honestidade, às pessoas fisicamente atraentes, sem conscientemente perceber. A partir de pesquisas feitas nos Estados Unidos e Reino Unido, verificou-se que a associação entre inteligência e atratividade física é mais forte entre os homens do que entre as mulheres. As características físicas da pessoa pode ser sugerir fertilidade e saúde. Esses fatores contribuem para a probabilidade de sobrevivência, reprodução e continuidade da vida na Terra.

## Fatores gerais
Algumas características físicas são atrativas em ambos, homens e mulheres, particularmente as corporais e simetria facial, embora um relatório contrário sugere que a "perfeição absoluta" de perfeita simetria pode ser "perturbadora". A simetria pode ser evolutivamente benéfica como um sinal de saúde enquanto a assimetria "sinais de doença ou lesões passadas". Singh diz que um estudo mostrou que as pessoas eram capazes de medir a beleza em um nível subliminar quando imagens foram mostradas por um centésimo de segundo e outro mostrou que bebês preferem rostos bonitos. Outros fatores importantes são a juventude, a clareza e suavidade da pele além da vivacidade das cores dos olhos e cabelos.